# Fréjus-alagút
A Fréjus-alagút egy vasúti-közúti alagútrendszer, mely az Alpok alatt összeköttetést teremt Olaszország és Franciaország között, a Torino–Modane-vasútvonalon. A vasúti alagutat 1871. szeptember 17-én adták át.

## A vasúti alagút
A Fréjus-vasúton elhelyezkedő Fréjus- (Mont Cenis néven is említett) vasúti alagút hossza 13,7 km, a francia oldalon elhelyezkedő Modanet, és az olasz oldalon elhelyezkedő Bardonecchiát köti össze a Mont Cenisen keresztül, a Pointe du Fréjus és a Col de Fréjus alatt.